# 佐野文哉
佐野 文哉（さの ふみや、1997年5月25日- ）は、日本のアイドル。男性アイドルグループ・OWVのメンバー。グループではダンスリーダーを務める。山梨県出身。吉本興業所属。

## 来歴
大学進学と同時に上京し、2年生時からダンスを始める。ダンススクール等には通わず独学で技術を身に着け、ロサンゼルスにダンス留学も経験。BTSの日本ドーム公演ではバックダンサーとして出演。バックダンサーとして活動する中で自分もセンターに立ってみたいと考えるようになり、大学4年生時の2019年に公開オーディション番組『PRODUCE 101 JAPAN』に出演。最終順位21位で番組を終える。
大学卒業後の進路に迷っていた時に、以前より面識があり『PRODUCE 101 JAPAN』でも共演した本田康祐から連絡を貰い、ダンスボーカルユニット結成の打診を受ける。大学卒業直後の2020年4月にOWVを結成。

### OWVデビュー後
2020年9月30日、OWVとしてメジャーデビュー。デビュー日を迎え、OWVとして武道館、そしてその先に行きたいと語った。
デビュー後直ぐ将来 OWVの武器になるとDJ機材を揃え練習をスタート。「 OWV LIVE TOUR 2023-CASINO-」にて初披露。2023年2024年「SPOOKY PUNPKIN PURO ALL NIGHT HALLOWEEN PARTY 〜」サンリオピューロランドイベントにてDJソロステージに出演。
2023年の東京マラソンにて初めてフルマラソンを経験。
そして2024年の大阪マラソンにも出場。2度目のマラソンにも関わらず42.195キロを3時間16分08秒で完走し、出場タレントで1位を獲得。このマラソンに向けて、げんき～ず・宇野けんたろうの下でトレーニングを積んだ。以降、宇野はランニングの師匠として佐野のコーチングを行う。
2024年4月6日、TBS『オールスター感謝祭'24春』の名物企画「赤坂5丁目ミニマラソン」に初出場。「運動自慢男子」から初出場し、初優勝を果たした。
2024年4月23日、日本テレビ「踊るさんま御殿」東京コンプレックス告白SPに出演。甲州弁「ちゅこん」を披露し踊る!ヒット賞!!受賞。
同年夏の『FNS27時間テレビ』の企画「100kmサバイバルマラソン」で、いけ（モシモシ）に4秒差で準優勝となった。
同年秋開催の『オールスター感謝祭'24秋』では、小島よしおやハリー杉山ら「歴代優勝者」のハンデ枠ではなく、そこからさらに1分後のスタートという重いハンデが課せられた状態でのスタートであったが、設楽悠太、ワタリ119、猫ひろしに次ぐ4位入賞。
2024年12月31日、TBS系「大晦日オールスター体育祭」における「赤坂5丁目ガチマラソン」で優勝した。
2025年1月3日、テレビ東京系「芸能人対抗駅伝2025」では、 1区10km区間賞ならびに1区歴代最速記録を更新。そして 大会新記録にて総合優勝を果たした。
2025年3月3日、日本テレビ系『有吉ゼミ』チャレンジグルメ企画にて、3.5kg超巨大カレーチーズうどんに挑戦し、アイドル史上初の完食を記録した。
2025年3月29日TBS『オールスター感謝祭'25春』の過去最高距離の「赤坂5丁目ミニマラソン」では5位入賞。同時にスタートした猫ひろしに勝つ。
2025年4月13日、『千鳥の鬼レンチャン』の企画「400mサバイバルレンチャン」にて、大会新記録とアイドル界初の優勝を果たす。
2025年5月24日、27歳の誕生日にOWVの公式ファンクラブによる生配信にて掲げられた「#佐野文哉27歳TikTokマラソン」の撮影を27本行い完走。
他バラエティ番組の出演多数。

## 人物
保育園から小学校卒業までは空手道、中学校3年間は野球、高校3年間は陸上、大学ではダンスを経験。
OWVでのメンバーカラーは青。
趣味は音楽鑑賞・映画鑑賞。洋楽のヒップホップ系を好んで聞く
特技は長距離走。好きな食べ物はりんごあめ。
OWVメンバーの本田康祐・浦野秀太とは番組開始前から面識があった。
実家は寺であり、昔から除霊希望（お祓いの依頼）の品が送られてくる環境だったので霊やお化けを怖がらない。
クールキャラに思われがちだが実はメンバーのことが大好きで、配信ではメンバーに電話をかける。
LIVEコメントや自身のポストFCダイアリー等で発信するワードセンスが秀逸とメンバーやファンから評されている。「じぶんとの約束を守った数が自信になる」「正解よりも全力で。100点よりも100%で。」等数々の名言を生み出している。特に「いつも心に佐野文哉」という言葉は強靭なメンタルを宿したいファンの間で日々呟かれている。また、バズを生む能力にも長けており時にはメンバーさえも裏で操り沢山の笑いを生んでいる。年齢詐称MCやLIVEでのファンとの合唱等を提案し OWVのバズに繋がっている。
日課のランニング中に警察官2人に追いかけられる逃走犯に遭遇、考えるよりも先に身体が動き、警察官に「行くわ」と伝えたのち爆速で追いかけ犯人確保、警察に引き渡した。なお、感謝状については辞退した。

### 龍が如くと佐野文哉
佐野文哉は遠征先の記念写真は高確率で小野ミチオポーズをするほどの龍が如くファン。OWVチャンネルで公開された100キロマラソンの激励動画ではサプライズゲストとして龍が如くシリーズの名越稔洋監督が出演した。その後はラジオTOKYO FM「T-FM名越スタジオpresents Future Rounge」にて共演、プライベートでご飯に行った際に貰ったサングラスを愛用している。
現在はOWVチャンネルにて龍が如くのゲーム配信(佐野が如く)を解説付きで生配信している。

## 振付
- BE ON TOP（1stシングル「UBA UBA」収録）
- Na Na Na（2ndシングル「Ready Set Go」収録）
- Beautiful（3rdシングル「Roar」収録、本田康祐と共作）
- Slam Dog（1stアルバム「CHASER」収録、本田康祐と共作）
- Question（1stアルバム「CHASER」収録、本田康祐と共作）
- SORENA（3rdアルバム「Supernova」収録）

## 出演

### テレビ
- オールスター感謝祭（TBS）- 「赤坂5丁目ミニマラソン」優勝
- SASUKE2023（TBS）- ゼッケン55
- FNS27時間テレビ（フジテレビ）- 100kmサバイバルマラソン準優勝
- 千鳥の鬼レンチャン（フジテレビ）- 第6回400mサバイバルレンチャン優勝
- オールスター体育祭（TBS）- 「赤坂5丁目ミニマラソン」優勝
- 芸能人対抗駅伝（テレビ東京）
- 有吉ゼミ（日本テレビ）
- 踊る!さんま御殿!! （日本テレビ）

- ぽかぽか（2025年3月18日、フジテレビ）

- あのちゃんの電電電波♪（テレビ東京）

- 全力坂（テレビ朝日）

### ラジオ
- 「Bumpy」内「OWV 佐野文哉 Sunset Summit」（2023年10月5日 - 2024年3月28日、FM FUJI）[27]

- 「OWV佐野文哉Saturday Summit」（2024年4月6日 - 、FM FUJI）[28][29]

### テレビドラマ
- 永遠の昨日 第1話（2022年10月21日、MBS） - 小暮 役[30]